# Jean Sony Alcénat
Jean Sony Alcenat (Puerto Príncipe, Haití, 23 de enero de 1986) es un futbolista haitiano. Actualmente se encuentra sin equipo.

## Selección nacional
Ha sido internacional con la selección de fútbol de Haití, ha jugado 66 partidos internacionales y ha anotado 7 goles.

## Clubes
| Club                    | País     | Año       |
| ----------------------- | -------- | --------- |
| Aigle Noir A.C.         | Haití    | 2004-2008 |
| Leixões S.C.            | Portugal | 2009-2012 |
| Rio Ave F.C. (cedido)   | Portugal | 2011-2012 |
| Petrolul Ploieşti       | Rumania  | 2012-2015 |
| Steaua de Bucarest      | Rumania  | 2015-2016 |
| F.C. Voluntari (cedido) | Rumania  | 2016      |
| C.D. Feirense           | Portugal | 2016-2018 |
| FK Ventspils            | Letonia  | 2019-2020 |